# Biskupi San Pedro Sula

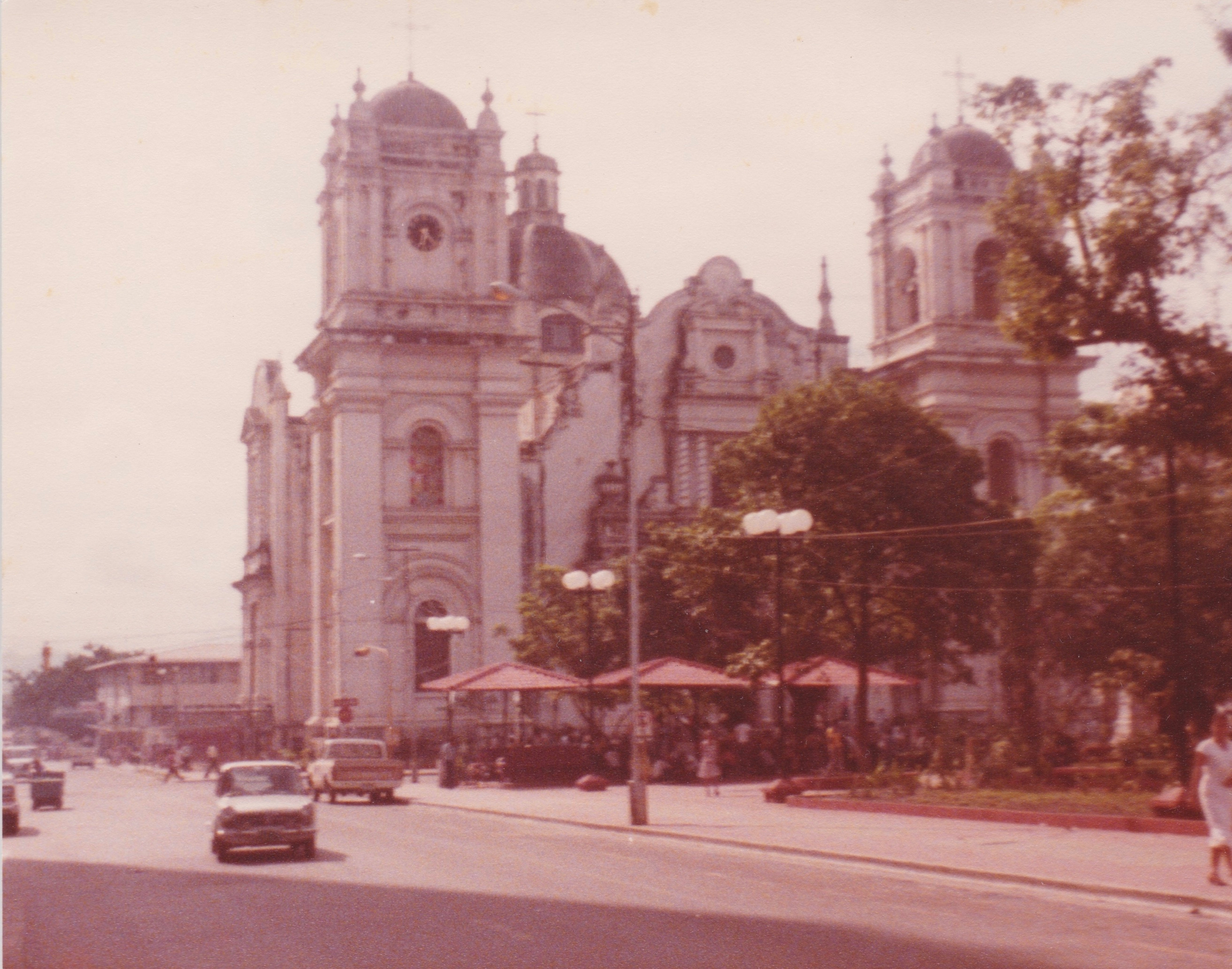
Katedra św. Piotra Apostoła w San Pedro Sula

Biskupi San Pedro Sula - lista biskupów pełniących funkcję ordynariuszy i biskupów pomocniczych w honduraskiej diecezji San Pedro Sula.

## Wikariat apostolski San Pedro Sula (1916-1963)
- 1916-1923: sede vacante
- 1923-1924: ks. Giovanni Sastre y Riutort, CM (administrator apostolski)
- 1924-1949: bp Juan Sastre y Riutort, CM
- 1949-1953: sede vacante
- 1953-1962: bp Antonio Capdevilla Ferrando, CM

## Diecezja San Pedro Sula (1963-2023)

### Ordynariusze
- 1963-1965: bp José García Villas, CM
- 1966-1993: bp Jaime Brufau Maciá, CM
- 1994-2023: bp Angel Garachana Pérez, CMF

### Biskupi pomocniczy
- 2002-2017: bp Rómulo Emiliani Sánchez, CMF

## Archidiecezja San Pedro Sula (od 2023)

### Metropolici
- od 2023: abp Michael Lenihan OFM